# Morten Varano
Morten Varano er en dansk sanger, dj, producer og restauratør.
Efter seks år i gruppen Puddu Varano udgav produceren og dj'en Morten Varano i 2005 sit første soloalbum Step Up, der levede op til den høje internationale klasse, som Puddu Varano var garant for.
Bag gruppenavnet Puddu Varano fandt man Morten Varano og Alex Puddu. De udgav deres første album, Freakuency, i 1998, der var kendetegnet ved nogle yderst iørefaldende melodier og nogle gedigne dansevenlige beats. På de to efterfølgende plader, Star 70 (2000) og Time To Grow (2002) var big beat'en udskiftet med en mere tilbagelænet lounge-lyd, der næsten fejlfrit kunne bruges som tapet på storbyens mest tjekkede klubber.
På trods af populariteten valgte de to producere at skilles i al fredsommelighed, og efter at Alex Puddo i 2004 udgav sin solodebut, blev det i 2005 Varanos tur. Albummet Step Up havde genkendelighedens signatur på sig, men på dette album kunne man yderligere se eksempler på, at han heller ikke var helt ueffen indenfor genrer som house, soul og breakbeat.
Morten Varano ejer og driver i dag spillestedet Rust på Nørrebro i København samt de to mindre beværtninger Høker på Vesterbro og Whammy Bar på Amager.

## Diskografi

### Albums
- 2005: Step Up (album)

## Beværtninger
- Rust
- Høker
- Whammy Bar